# Villano (vescovo)
Villano (XII secolo – XII secolo) è stato un vescovo cattolico italiano.

## Biografia
Fu vescovo di Brescia dal 1115 alla deposizione avvenuta nel 1132.
Si schierò con i gruppi sociali che in quell'epoca detenevano il potere; in particolare, appoggiò il potente comune di Brescia.
Nel 1122 consacrò la chiesa di San Giacomo di Castenedolo, con annesso ospedale.
Nel 1130 appoggiò la scelta dei comuni lombardi circa l'elezione dell'antipapa Anacleto II, mentre papa Innocenzo II fuggiva in esilio in Francia. Vistasi riconosciuta la propria legittimità, Innocenzo II rientrò a Roma nel 1132, fermandosi a Brescia e dichiarando la deposizione del vescovo Villano.